# ويليام بي. سبنسر
ويليام بي. سبنسر (بالإنجليزية: William B. Spencer)‏ هو قاضي ومحامي وسياسي أمريكي، ولد في 5 فبراير 1835 في مقاطعة كاتاهولا في الولايات المتحدة، وتوفي في 12 فبراير 1882 في كوردوبا، المكسيك في المكسيك. حزبياً، نشط في الحزب الديمقراطي. وقد انتخب عضو مجلس النواب الأمريكي.